# Скотти, Луиджи (1932)
Луиджи Скотти (итал. Luigi Scotti; род. 14 января 1932, Неаполь) — итальянский юрист и политик, министр юстиции (2008).

## Биография
С 1959 года работал в судебной системе Италии — сначала претором в Неаполе, с 1962 года — на той же должности в Калитри. В 1964 году стал судьёй, в 1966 году вернулся в Неаполь на должность судьи в первой гражданской секции и в секретариате председателя суда, а в 1972 году перевёлся в апелляционный суд. С 1976 по 1981 год входил в Высший судебный совет, в 1982 году начал работу в законодательном управлении Министерства помилования и юстиции, стал заместителем руководителя, в 1985 году возглавил это управление. В 1987 году назначен судьёй кассационного суда. 23 мая 1997 года вступил в должность председателя суда Рима (избран на пленарном заседании Высшего судебного совета 15 мая).
В 2006 году, оставаясь беспартийным, занял по квоте Партии итальянских коммунистов должность младшего статс-секретаря Министерства юстиции во втором правительстве Проди, а в 2008 году, после скандальной отставки Клементе Мастелла вступил на три месяца (с 7 февраля по 7 мая) в должность министра, сменив временно исполнявшего его обязанности Романо Проди.
Являлся членом общественной организации судей «Союз за Конституцию» (Unità per la Costituzione). В мае 2008 года стал одним из пяти новых коммунальных асессоров Неаполя в администрации мэра Розы Руссо-Ерволино и отвечал за законность предпринимаемых властями мер.

## Труды
- La rimozione di cose sommerse (Giuffrè Editore, 1967)
- La responsabilità civile dei magistrati — Commento teorico-pratico alla legge 13 aprile 1988, n.117 (Giuffrè Editore, 1988)